# Desnude
Desnude – brazylijski serial telewizyjny, emitowany premierowo w dniach 5-16 marca 2018 na antenie telewizji GNT, zaś później dostępny na niektórych innych rynkach, m.in. w Australii, w formie streamingu. Wyprodukowano jeden sezon, liczący 9 odcinków fabularnych i dodatkowy odcinek dokumentalny, prezentujący kulisy powstania produkcji i związane z nią przeżycia twórczyń. Głównymi autorkami serialu są Carolina Jabor i Anne Pinheiro Guimarães.

## Opis fabuły
Serial jest antologią, złożoną z dziewięciu, niezależnych od siebie krótkich opowieści. Ich wspólnym mianownikiem są sytuacje o bardzo różnego typu elementach erotycznych, przy czym autorki postawiły sobie za cel, aby seksualność i związane z nią problemy zostały przedstawione wyłącznie z perspektywy kobiet. Głównymi bohaterkami wszystkich odcinków są kobiety w różnym wieku, zaś mężczyźni odgrywają tylko drugo- lub trzecioplanowe role. 

## Obsada
- Gabriela Carneiro da Cunha
- Clarice Falcão
- Isabel Fillardis
- Pathy Dejesus
- Cláudia Ohana
- Ondina Clais Castilho
- Maria Luísa Mendonça
- Paula Burlamaqui
- Rafaella Mandelli
- Bella Camero
- Laura Neiva
- Luciana Paes
- Eduardo Moscovis
- Nikolas Antunes[3]